# Ngọc Bái
Ngọc Bái, tên khai sinh Nguyễn Ngọc Bái (sinh năm 1943) là nhà thơ Việt Nam, được tặng Giải thưởng Nhà nước về Văn học Nghệ thuật vào năm 2012.

## Tiểu sử
Ngọc Bái tên khai sinh Nguyễn Ngọc Bái, sinh năm 1943 tại xã Âu Lâu, Trấn Yên, Yên Bái.
Ông gia nhập quân đội, thời kỳ chiến tranh Việt Nam, chiến đấu ở chiến trường đường 9 Khe Sanh 4 năm (1967-1970), rồi thời kỳ Chiến tranh biên giới Việt – Trung 1979, ông ở Mặt trận Vị Xuyên, Hà Giang. Thời gian trong quân ngũ, ông được đơn vị cho đi học và tốt nghiệp âm nhạc ở trường Đại học Văn hóa Hà Nội(1977-1981), sau đó là tốt nghiệp sáng tác ở Trường Viết văn Nguyễn Du khóa 1 (1981-1985) và đã làm Chủ nhiệm Văn hoá văn nghệ Quân khu 2.
Năm 1988 ông trúng chức Chủ tịch Hội Văn nghệ Hoàng Liên Sơn khi đang khoác áo lính, sau đó mới làm thủ tục chuyển ngành về cơ quan dân sự. Tiếp đó ông tiếp tục làm Chủ tịch Hội Văn học Nghệ thuật tỉnh Yên Bái sau khi tách tỉnh; Tổng biên tập tạp chí Văn nghệ Yên Bái; Giám đốc Sở Văn hoá thông tin tỉnh Yên Bái; Ủy viên Uỷ ban toàn quốc Liên hiệp các Hội Văn học nghệ thuật Việt Nam. Ông về hưu vào năm 2005 và sống tại thành phố Yên Bái, tỉnh Yên Bái.
Ông là người trong quân đội đầu tiên đề nghị chấm dứt chiến tranh, bình thường hóa quan hệ với Trung Quốc chấm dứt cuộc chiến tranh biên giới 10 năm.
Ông là đảng viên Đảng Cộng sản Việt Nam; hội viên Hội Nhà văn Việt Nam từ năm 1991; hội viên Hội Nhạc sĩ Việt Nam; hội viên Hội Nhà báo Việt Nam.

## Sự nghiệp
Lĩnh vực hoạt động chính của ông là thơ, nhưng ở mảng văn xuôi, tiểu thuyết và sáng tác âm nhạc ông cũng có được nhiều thành công.
Ông đã có 17 tập thơ, trường ca, văn xuôi... Truyện ngắn "Đá mồ côi" được ông viết từ chiến hào đầy khói lửa, đã ngay sau đó được in trên Văn nghệ Quân đội, gây dư luận tốt và được trao giải năm 1988. Sau khi ra quân ông vẫn tiếp tục viết đều, đó là các tập truyện "Đá mồ côi" (1992), "Bến sông ngày ấy"... rồi cả chục tập thơ: "Trầm tĩnh cánh rừng" (1990), "Thấp thoáng bóng mình" (1991), "Thời áo lính" (tập thơ, 1993), "Thạch thảo miền rừng" (tập thơ, 1994), "Những con đường đất đã qua" (tập thơ, 1996), "Đồng vọng ngõ phố xưa", "Khoảng lặng", "Thấp thoáng bóng mình", "Đùa với tạo hóa", "Trong trẻo mùa thu" (1992), "Ngược gió sông Hồng"...; cuốn tiểu thuyết "Ngang trời mây đỏ" viết về lãnh đạo Việt Nam Quốc dân Đảng Nguyễn Thái Học là tác phẩm được dư luận đánh giá cao.
Bài ký sự "Tất cả trên vai người lính" của Ngọc Bái ra đời tháng 6 năm 1988 đã gây ra nhiều cuộc tranh cãi trái chiều. Số đông cho rằng đây là thể hiện sự dũng cảm và bản lĩnh của người viết, đã vạch ra những tiêu cực trong một bộ phận cán bộ cấp tá của quân đội. Nhưng cũng có người không đồng tinh, nói ông "vạch áo cho người xem lưng", và điều này cũng ít nhiều đã gây ra một số khó khăn cho ông trong công tác.
Ngọc Bái là một trường hợp hiếm hoi đã hoạt động thành công ở cả hai lĩnh vực thơ ca và âm nhạc. Ông có các hợp xướng ''Tráng ca khởi nghĩa Yên Bái'', ''Bay lên từ dáng rồng thiêng'' và hàng chục ca khúc về người lính. Nhiều ca khúc của ông trong thời kỳ chiến trường miền Nam đã được biểu diễn và thu trên đài phát thanh ca nhạc. Nhiều nhạc sĩ nổi tiếng như Thuận Yến, Trọng Đài, Hoàng Tạo, Nguyễn Cường, Văn Dung và Thanh Phúc đã sáng tác ca khúc với lời thơ của Ngọc Bái, thí dụ bài thơ "Đôi điều về người lính", ông sáng tác lúc ra quân đã được Văn Dung phổ nhạc. Đề tài âm nhạc của ông cũng khá đa dạng: hình tượng người chiến sĩ, vẻ đẹp thiên nhiên quê hương, tình yêu. Có thể kể ra các bài hay của ông như: ''Sông quê'', ''Gió trăng'', ''Yên Bái của tôi'', ''Lời thề giữa mây núi'', ''Cà Mau ơi!'', ''Sang thu'' (phổ thơ Hữu Thỉnh). Bài hát ''Hoa núi'' của ông đã đoạt Huy chương Vàng trong Hội diễn Nghệ thuật chuyên nghiệp năm 1997. Có 3 tác phẩm của ông được giải chính thức của Hội Nhạc sĩ Việt Nam.
Năm 2012, ông được tặng Giải thưởng Nhà nước về Văn học Nghệ thuật với cụm tác phẩm: Con đường đã qua (thơ); Đồ vọng ngõ xưa (thơ); Khoảng lặng (thơ); Lời cất lên từ đất (trường ca).

## Tác phẩm chính

### Thơ
- Trầm tĩnh cánh rừng
- Thấp thoáng bóng mình
- Thời áo lính
- Thạch thảo miền rừng
- Những con đường đất đã qua
- Đồng vọng ngõ phố xưa
- Gió ngoài cửa sổ
- Trong trẻo trước mùa thu
- Khoảng lặng
- Con của phù sa (trường ca)
- Lời cất lên từ đất (trường ca)
- Vầng trăng và cánh rừng (trường ca)
- Thơ và trường ca (tập chọn)
- Ngược gió sông Hồng

### Truyện
- Đá mồ côi (truyện ngắn),
- Bến sông ngày ấy (văn)
- Lắm nẻo đường đời (truyện ngắn)
- Ngang trời mây đỏ (tiểu thuyết)

Nguồn:

### Âm nhạc
- Tráng ca khởi nghĩa Yên Bái (hợp xướng)
- Bay lên từ dáng rồng thiêng (hợp xướng)
- Sông quê
- Gió trăng
- Yên Bái của tôi
- Lời thề giữa mây núi
- Cà Mau ơi!
- Sang thu
- Hoa núi

## Vinh danh
- Giải thưởng Nhà nước về Văn học Nghệ thuật năm 2012.

### Giải thưởng văn học
- Giải truyện ngắn tạp chí Văn nghệ Quân đội (1988).
- Giải thơ Liên hiệp các hội Văn học Nghệ thuật Việt Nam.
- Giải nhì cuộc vận động sáng tác Văn học Nghệ thuật và báo chí kỷ niệm 50 năm thành lập tỉnh Quảng Ninh (2013) với bài thơ "Trải lòng với Hạ Long".[6]
- Huy chương Vàng trong Hội diễn Nghệ thuật chuyên nghiệp năm 1997 với ca khúc ''Hoa núi''.
- Giải chính thức của Hội Nhạc sĩ Việt Nam.